# プロパジエン
プロパジエン (英: propadiene) は、分子式 C3H4、構造式 CH2=C=CH2 のもっとも単純な構造のアレン。2個の二重結合 C=C が連続した化合物。アレンとして知られる。
アセチレン同様に分解しやすいが安定性が高いため、溶接燃料として使用されるMAPPガスの成分としてメチルアセチレンと共に用いられる。